# Oakhurst Dairy

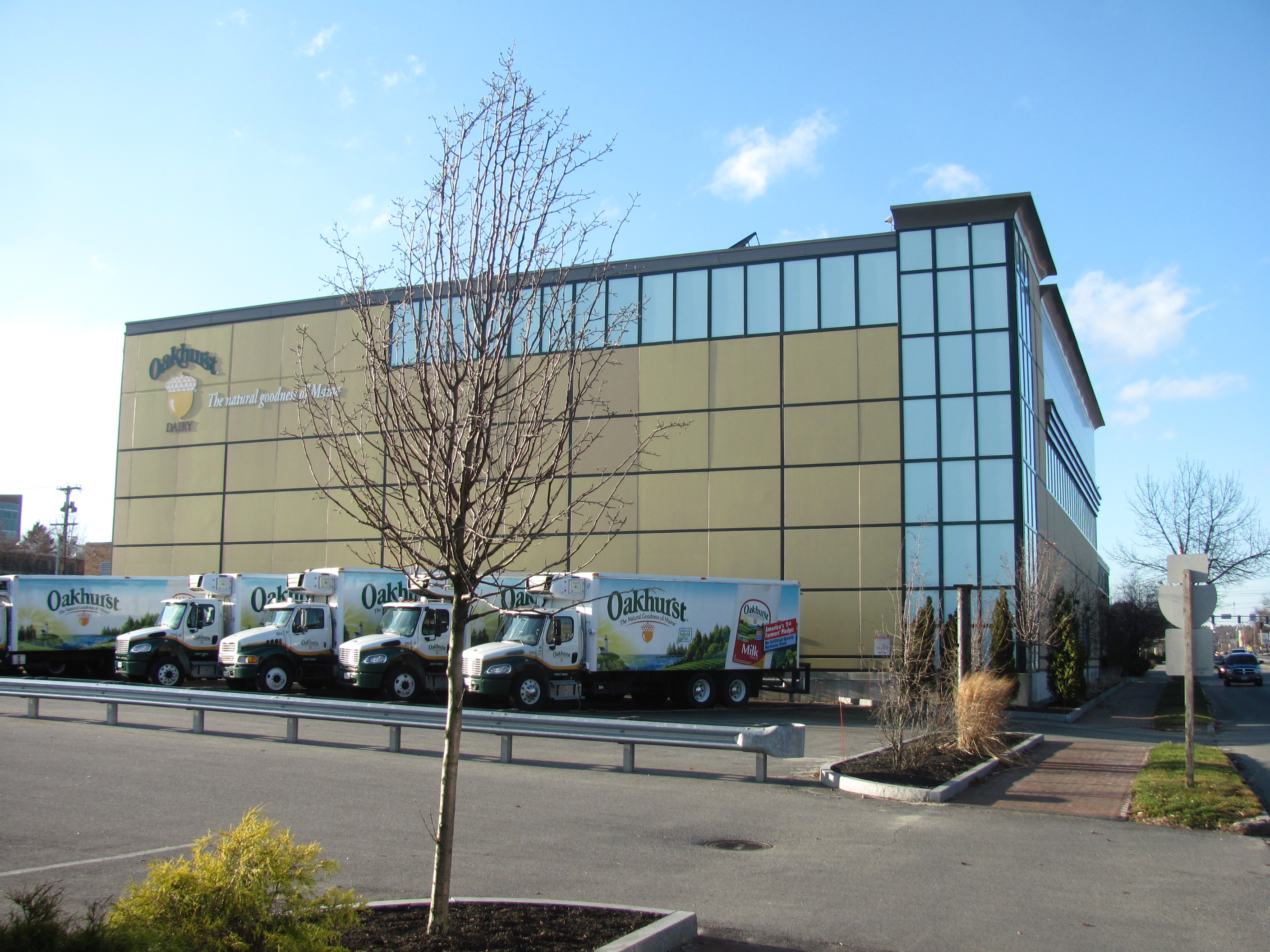
Oakhurst Dairy

Oakhurst Dairy ist ein US-amerikanisches Molkereiunternehmen mit Sitz in Portland im Bundesstaat Maine. Die Unternehmensform ist die einer Genossenschaft.
Der erste Vorgänger des Unternehmens war eine 1902 von Arthur Leadbetter in Portland gegründeter Milchviehbetrieb.  Der Name des Unternehmens wurde 1918 in Oakhurst geändert. 1921 kaufte Stanley Bennett, der seit 1920 Geschäftsführer war, die Farm einschließlich der Molkerei. Finanziert wurde die Transaktion durch von einem lokalen Geschäftsmann namens Nathan Cushman. Angeliefert wurde die Milch in dem Jahr in zwei Touren mit Pferdefuhrwerken.  Bis 1923 waren es schon zwölf Touren und 1929 war die Milcherfassung auf 28 angewachsen.
In den ersten Jahren war man bemüht, höhere qualitative Standards als die Mitbewerber einzuhalten. Von Seiten der Molkerei wurden nicht nur die Produktionsanlagen, sondern auch die Ställe der Milchlieferanten häufig kontrolliert. 1933 wurde von Oakhurst Dairy als erster amerikanischer Molkerei die Milch auf Tuberkuloseerreger untersucht.
In den 1940er Jahren versuchte man sich vom Großhandel unabhängig zu machen und belieferte Schulen, Supermärkte und auch das örtliche Krankenhaus direkt. 1941 übernahm die Familie Benett sämtliche Unternehmensanteile. 1954 wurden die Produktionskapazität auf 40.000 Liter pro Tag erhöht, was einer Verdreifachung der seitherigen Anlagenkapazität entsprach.
Aus Kostengründen wurde 1976 der Lieferung von Milch zu privaten Haushalten eingestellt. 1977 wurde Sanford Dairy übernommen. In den nächsten 15 Jahren folgten dieser Übernahme noch weitere von anderen kleineren Molkereiunternehmen. Fitzpatrick Dairy, eine kleinere Molkerei, beantragte ein Kartellverfahren gegen Oakhurts-Dairy. 1990 erhielt der vormalige Besitzer von Fitzpatrick Dairy 1,9 Millionen Dollar Entschädigung gerichtlich zugesprochen.
2003 verklagte Monsanto das Molkereiunternehmen wegen der Werbeaussage auf den Milchkartons „Our farmer's pledge: no artificial hormones used“ (deutsch: „Das Versprechen unseres Landwirts: keine künstlichen Hormone“). Die Aussage bezog sich darauf, dass es den Lieferanten von Oakhurst untersagt war Rinder-Somatotropin (rBST) einzusetzen, ein von Monsanto entwickeltes und verkauftes Hormonpräparat zur Steigerung der Milchleistung. Monsanto argumentierte, dass durch diese Aussage sein Geschäft beeinträchtigt würde, da sie implizieren würde, Milch ohne rBST sei wertvoller. Das Verfahren wurde in einem außergerichtlichen Vergleich beendet. Oakhurst erkannte darin an, dass die FDA keinen qualitativen Unterschied zwischen der Milch behandelter und nicht mit rBST behandelter Kühe sieht. Außerdem verpflichtete es sich, zukünftig auf das Wort „used“ in der Aussage zu verzichten.
Im Januar 2014 wurde das operative Geschäft von Dairy Farmers of America, dem größten Molkereiunternehmen der Vereinigten Staaten, übernommen.
Neben Milch, Butter, Sauerrahm und Käse werden von dem Unternehmen auch Säfte, Eistee, Eierlikör und Wasser angeboten.